# Двойные шашки
Двойные шашки — вариант игры в шашки, в котором правила игры отличаются тем, что шашки или дамки снимаются с доски только будучи побиты вторично. 
Пояснения:
1) Шашки в исходном положении называются небитыми. Они могут превращаться в небитые дамки.
2) Небитые шашки (дамки), будучи побиты, превращаются в битые шашки (дамки). При этом в течение удара шашка (дамка) может быть побита только один раз.
3) Битые шашки могут превращаться в битые дамки.
4) По окончании удара битые шашки снимаются с доски, а небитые превращаются в битые.  
Двойные шашки были придуманы Петром Шклудовым из Белоруссии.